# Shuvuuia
Shuvuuia là một chi khủng long, được Chiappe Norell & J. Clark mô tả khoa học năm 1998.